# Recollida selectiva
La recollida selectiva consisteix a recollir diferenciadament diferents fraccions dels residus municipals amb la finalitat de poder-les reciclar.
La recollida selectiva i el reciclatge permeten estalviar recursos escassos i part de l'energia necessària per a la fabricació dels productes a partir de matèries primeres verges. L'aspecte bàsic de la recollida selectiva és la selecció que els ciutadans i els comerços realitzen dels productes recuperables i que, posteriorment, l'administració s'encarrega de gestionar.

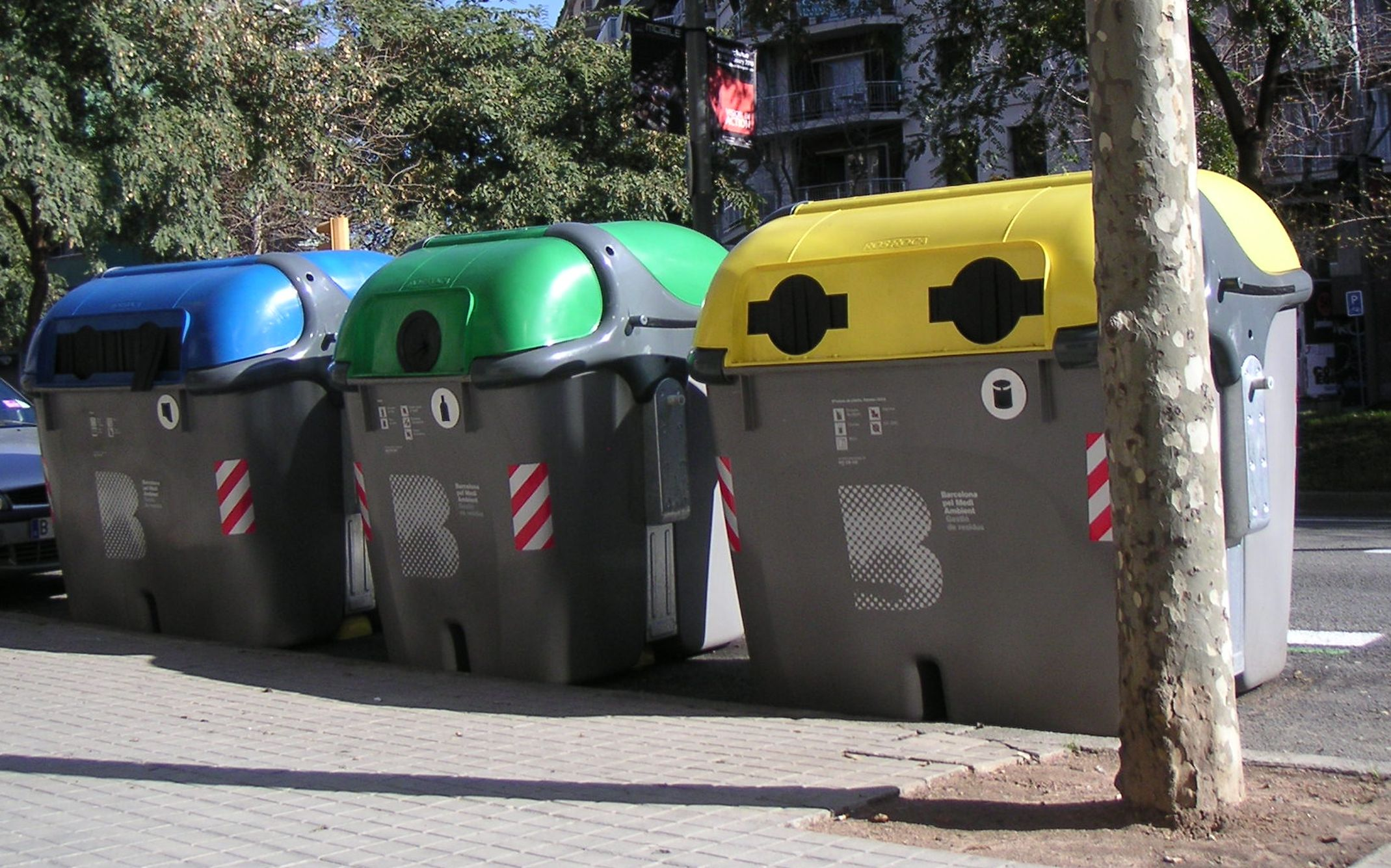
Contenidors a Barcelona. El blau és per a paper, el verd per a vidre i el groc per a envasos lleugers.

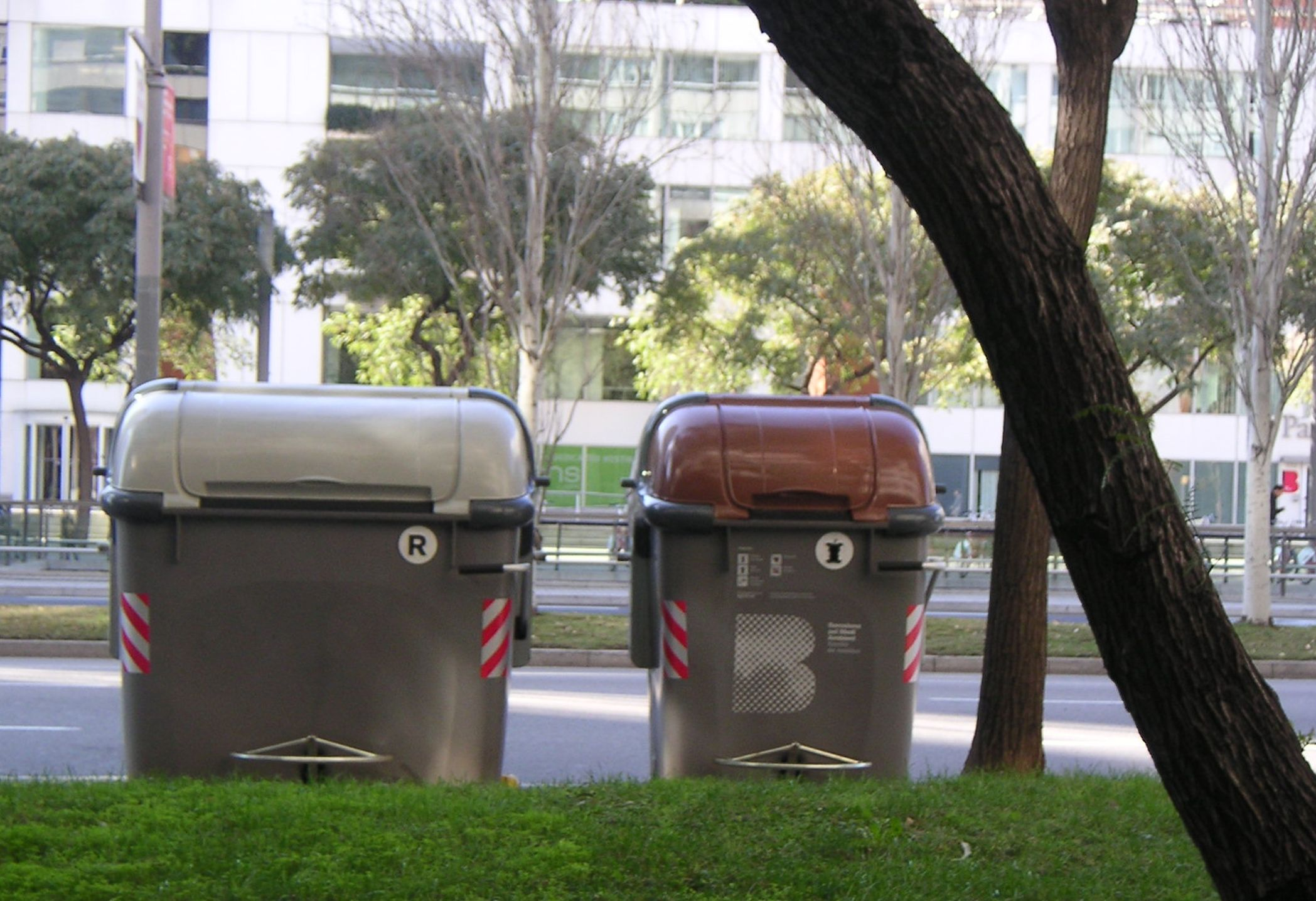
Contenidors a Barcelona. El gris és per a fracció resta i el marró per a matèria orgànica.

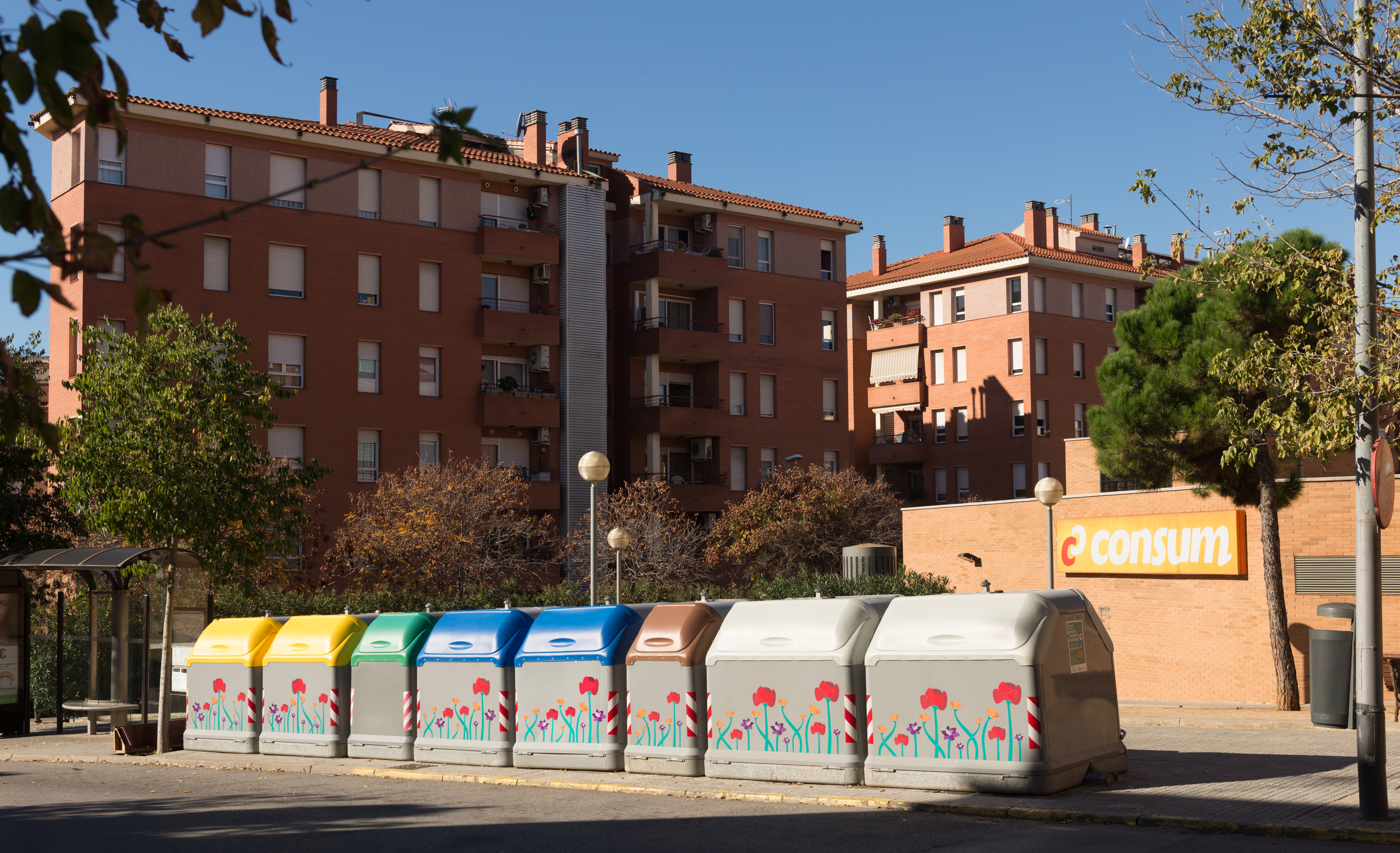

## Models de recollida
Els ens locals amb competències sobre la gestió de residus municipals són els encarregats de definir el model de recollida més adequat, considerant les característiques pròpies de cada municipi o agrupació municipal. Així, els models de recollida de residus aplicats actualment a Catalunya es poden classificar segons:
Els tipus de models de segregació de residus:
- 5 fraccions
- residu mínim
- multiproducte

La modalitat i ubicació del sistema de recollida:
- Cubells (contenidors) de superfície (àrees de vorera i àrees d'aportació)
- cubells soterrats
- porta a porta
- pneumàtica

La sensibilització de la població mitjançant campanyes d'educació ambiental és clau per tal d'augmentar la participació de la gent en el sistema de recollida selectiva establert.
Els cubells de recollida selectiva es diferencien pel seu color i forma.

### Recollida selectiva d'envasos lleugers
La recollida es fa mitjançant els contenidors grocs que es troben instal·lats a la via pública i s'hi dipositen els envasos lleugers preferiblement esbandits i aixafats perquè ocupin menys volum. Uns altres punts de recollida poden ser les deixalleries. Posteriorment, els diferents materials barrejats (diversos plàstics, acer, alumini i brics) que hi ha en els contenidor han de ser triats i separats per a cada fracció reciclable.
El reciclatge dels envasos lleugers permet disminuir el volum d'aigua i energia gastat en la seva fabricació i, a més a més, permet disminuir el volum de residus que van a parar a l'abocador.
Es consideren envasos lleugers:
- Envasos de plàstic (d'aigua, de llet, de detergent, de iogurts...), que són reciclats per a la fabricació de bosses de plàstic, mobiliari urbà... o bé per a obtenir nous envasos no aptes per a ús alimentari (lleixius, detergents...).
- Brics (de llet, de vi...), que poden ser reciclats aprofitant conjuntament els seus components (fabricació d'aglomerat) o bé amb aprofitant per separat cada material (reciclatge del paper i valorització energètica del polietilè i l'alumini).
- Envasos d'alumini o de llauna (de begudes, de conserves...) que són 100% reciclables.
- Bosses de plàstic,
- Paper d'alumini,
- Safates de poliestirè.

### Recollida selectiva de cartró
La recollida es fa mitjançant els contenidors de color blau instal·lats a la via pública on es pot dipositar el paper/cartó separat i plegat per tal de disminuir el seu volum. Els grans productors del municipi que en generen una gran quantitat, com els comerços, es poden fer recollides porta a porta. Uns altres punts de recollida poden ser les deixalleries.
El paper i cartró representen aproximadament un 25% en pes de les nostres deixalles. Comprèn els diaris, les revistes, els cartrons, el paper escrit...
Presenten diferents característiques a causa de la seva composició i l'ús de tintes. El paper de cuina és preferible que se separi amb la matèria orgànica.
Els beneficis obtinguts del reciclatge del paper són la disminució del consum d'aigua en un 85%, la disminució de la necessitat de fibres vegetals, la reducció de la contaminació atmosfèrica i de l'aigua, l'estalvi en el consum d'energia en un 65%, la reducció del volum de residus municipals i, a més a més, s'evita les importacions de fusta i de paper vell d'altres països, cosa que representa milions de tones cada any.
De la recollida selectiva del paper-cartró s'obté diferents qualitats de paper com són el paper ecològic i el paper reciclat. El paper ecològic s'elabora sense utilitzar clor en el procés de blanqueig de la pasta. El paper ecològic es pot obtenir a partir de paper reciclat, la qual cosa garanteix la mínima utilització de productes químics i la depuració de les aigües residuals. El paper reciclat s'obté majoritàriament a partir de paper vell o residual. Es considera que compleix les condicions de paper reciclat per a impressió i escriptura el paper que conté, com a mínim, un 90% en pes de fibres de recuperació. La proporció de paper reciclat difereix segons la funció a què sigui destinada. Per exemple els diaris tenen un 27,2% i en llibres i revistes acostuma a ser d'un 7,5%.

### Recollida selectiva de vidre
Els ciutadans poden dipositar els envasos de vidre nets i sense taps als contenidors de color verd instal·lats a la via pública. Per a grans productors del municipi, com els bars i els restaurants, es poden fer recollides porta a porta.
Uns altres punts de recollida poden ser les deixalleries, especialment per a les ampolles de cava, ja que així se'n possibilita la reutilització.
Hi ha diferents tipus de vidre: vidre blanc, fonamentalment com a recipient de menjars i begudes, vidre de color i vidre pla (finestres, plats...).
El reciclatge de vidre permet disminuir el volum dels residus municipals, ja que el vidre és un 8% en pes de les nostres deixalles. També redueix la contaminació atmosfèrica en un 20% i de les aigües en un 50% al mateix temps que permet l'estalvi de recursos naturals, ja que cada kg de vidre recollit substitueix 1,2 kg de matèries verges. A més a més, hi ha una reducció del consum d'energia en un 26%. L'energia que estalvia el reciclatge d'una ampolla mantindria encesa una bombeta de 100 W durant 4 hores.
Hi ha envasos de vidre retornables que després d'un procés adient de rentatge es poden tornar a utilitzar per a la mateixa finalitat. Una ampolla de vidre es pot reutilitzar entre 40 i 60 vegades amb una despesa energètica del 5% de la del reciclatge.
El vidre és 100% reciclable i manté el 100% de les seves qualitats: 1 kg de vidre vell dona 1 kg de vidre reciclat. El reciclatge consisteix a fondre el vidre vell per fer-ne de nou.

### Recollida selectiva de matèria orgànica

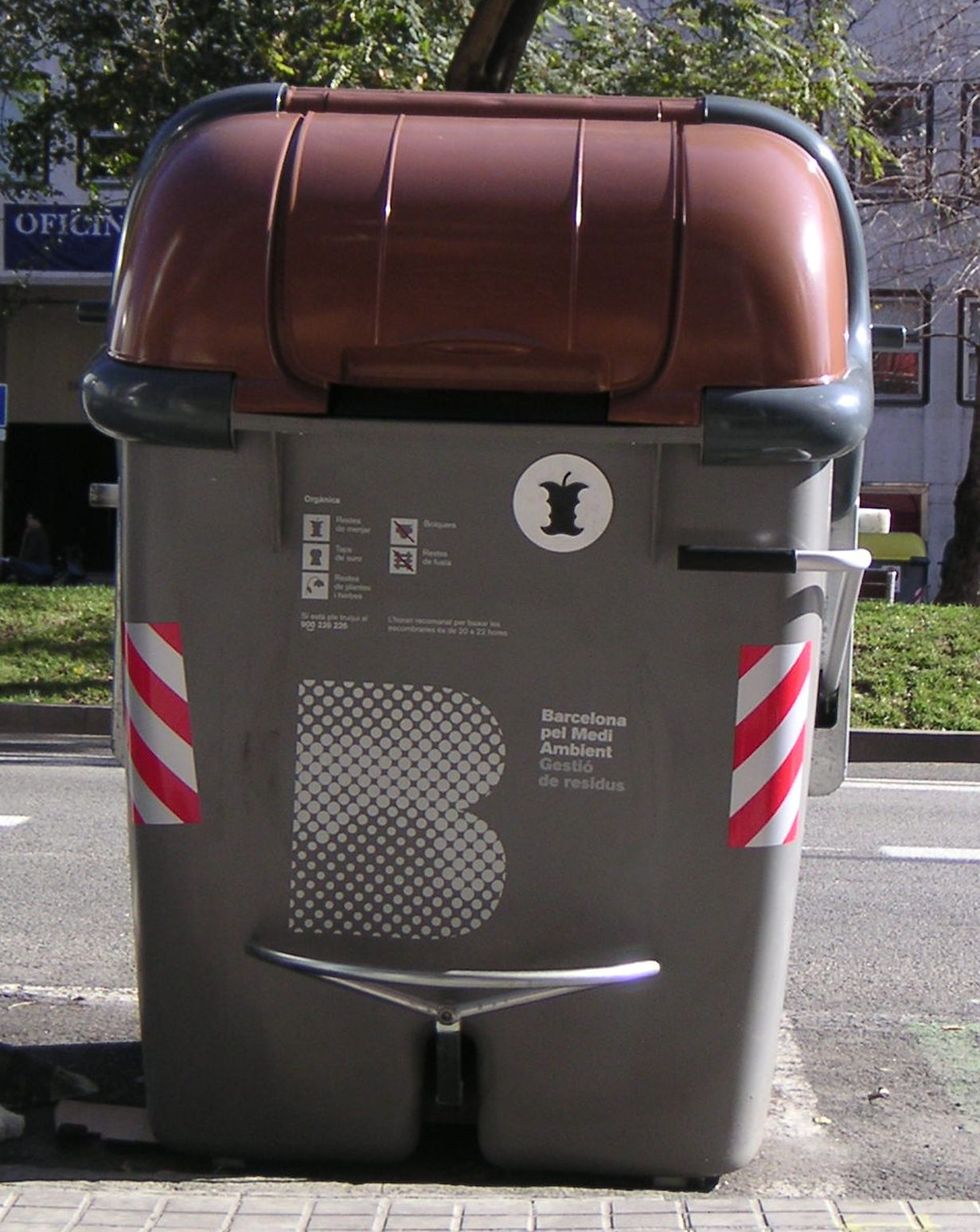
Contenidor per a matèria orgànica.

La fracció orgànica és la més pesada a causa de la seva densitat i la majoritària de la nostra brossa, ja que representa, aproximadament, un 40% d'aquesta. La recollida de la fracció orgànica és obligatòria per a tots els municipis de Catalunya que superin els 5.000 habitants. Tot i això, encara hi ha pobles que no l'han iniciada.
Els ciutadans poden dipositar la matèria orgànica als contenidors de color marró que hi ha a la via pública. Per als grans productors que en generen una gran quantitat (restaurants, hotels...) es pot fer la recollida porta a porta.
La matèria orgànica es diposita als contenidors dins de bosses que haurien de ser compostables (de midó de blat de moro). A causa del seu preu més elevat i la dificultat per trobar-ne, alguns ajuntament deixen dipositar-hi la matèria orgànica en bosses de plàstic d'escombraries.
La matèria orgànica recollida és portada a plantes de compostatge on és convertida en compost. Aquest compost és utilitzat com a fertilitzant orgànic.
Hi ha Ajuntaments i Consells Comarcals que, a part d'implantar la recollida selectiva de la matèria orgànica, subvencionen el compostatge casolà. Aquest es basa a fer compost a la nostra casa a partir de les pròpies restes de menjar i del jardí mitjançant un compostador.
Es considera matèria orgànica:
- Restes de menjar i de la cuina:
  - Restes de fruita i verdura,
  - Restes de carn i peix,
  - Paper de cuina i tovallons bruts,
  - Closques d'ou i fruita seca,
  - Marro de cafè i restes d'infusions.
- Restes de jardineria

A les poblacions on hi ha implantada la recollida selectiva de matèria orgànica s'anomena fracció resta als residus que no són reaprofitables (bolquers...).

### Recollida de residus especials
Dins dels residus sòlids urbans hi ha un grup d'ells que per les seves característiques especials s'han de gestionar per una via diferent a la resta de RSU.
S'inclouen tots aquells residus que per la seva composició química, o per les seves propietats físiques, presenten unes característiques perilloses per al medi ambient o per a la salut humana que fa que s'hagi de plantejar una gestió especial. Exemple d'això són les pintures, vernissos, dissolvents, medicaments caducats, fluorescents, llums de vapor de mercuri, olis, piles, bateries, envasos a pressió, electrodomèstics que continguin substàncies tòxiques, residus informàtics, etc.

## Disposicions legals

### A l'Estat espanyol
A Catalunya es desenvolupa a partir de la Decret Legislatiu 1/2009, de 21 de juliol, pel qual s'aprova el Text refós de la llei reguladora dels residus que obliga a implantar la recollida selectiva a tots els municipis de més de 5.000 habitants.
La llei estatal 11/97, d'envasos i residus d'envasos obliga les empreses a cobrar una quantitat en cada envàs de producte produït i la devolució d'aquesta quantitat quan l'envàs es retorna buit.
L'altra opció per a les empreses és participar en un Sistema Integrat de Gestió que recull els envasos i d'aquesta manera les empreses productores d'envasos no s'han de fer càrrec de la seva gestió. D'aquesta manera, l'any 1996 es creà Ecoembes (Ecoembalajes España, SA). És una empresa sense ànim de lucre que col·labora amb les comunitats autònomes i ajuntaments en la recollida selectiva d'envasos. Ecoembes paga la diferència de cost entre la recollida de sòlids urbans i el cost de la recollida selectiva. Les empreses envasadores adherides financen aquesta diferència i la seva contribució econòmica depèn de la quantitat i la tipologia dels envasos posats a la venda.
En el cas del vidre, Ecovidrio és l'empresa sense ànim de lucre, on estan representats els sectors relacionats amb el reciclatge de vidre (envasadors, recuperadors i fabricants), encarregada de la gestió d'envasos de vidre a tot l'Estat espanyol. La separació de la fracció vidre en àrees d'aportació va ser la pionera, ja que es va iniciar la recollida segregada d'aquesta fracció abans d'instaurar la recollida selectiva. Antigament, els drapaires tenien un paper molt rellevant pel que fa a la recollida porta a porta.

## Exemples de contenidors per la tria selectiva

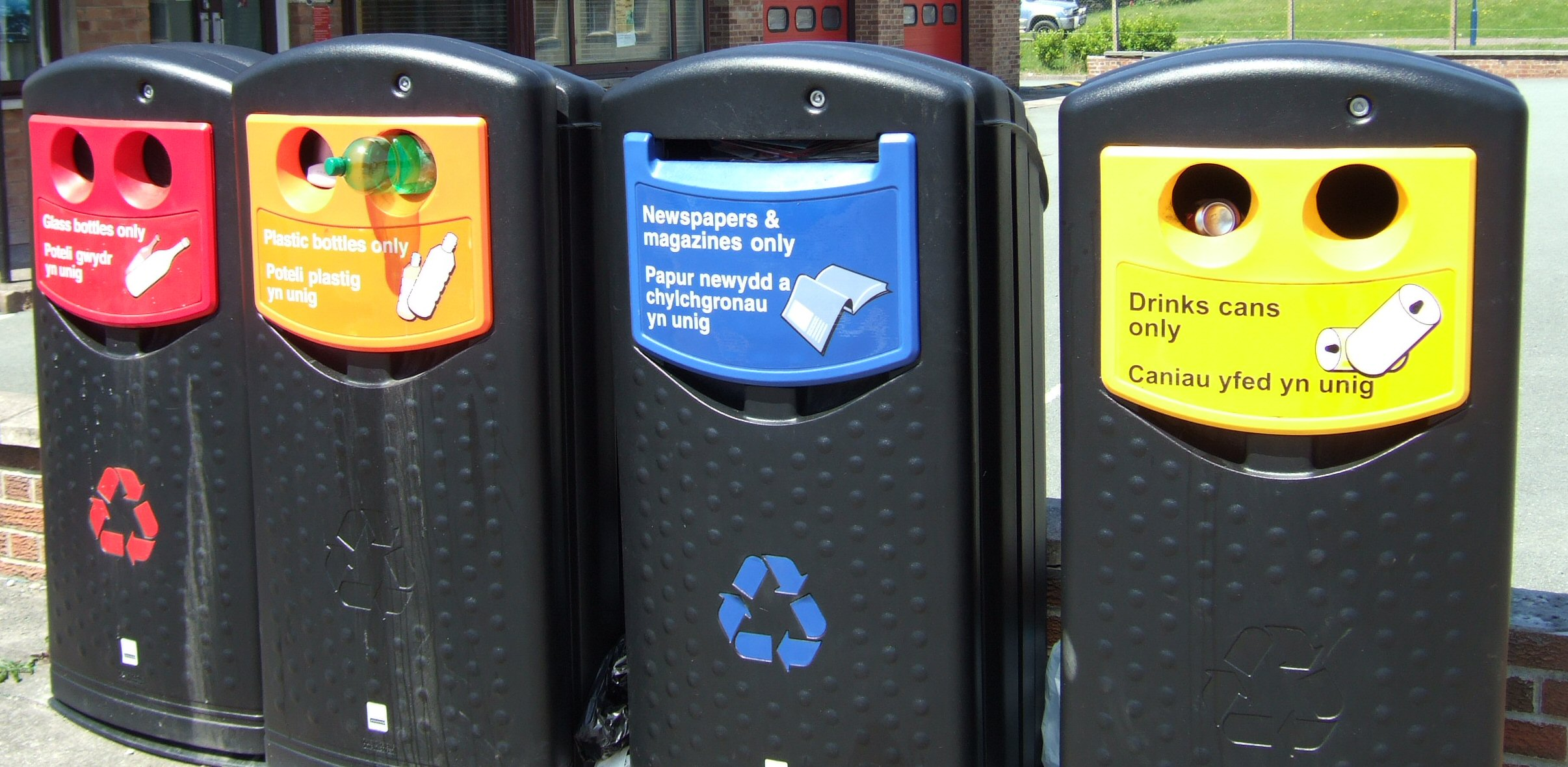
Al País de Gal·les
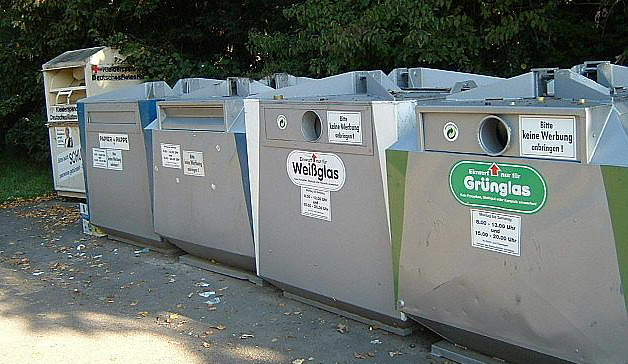
A Alemanya
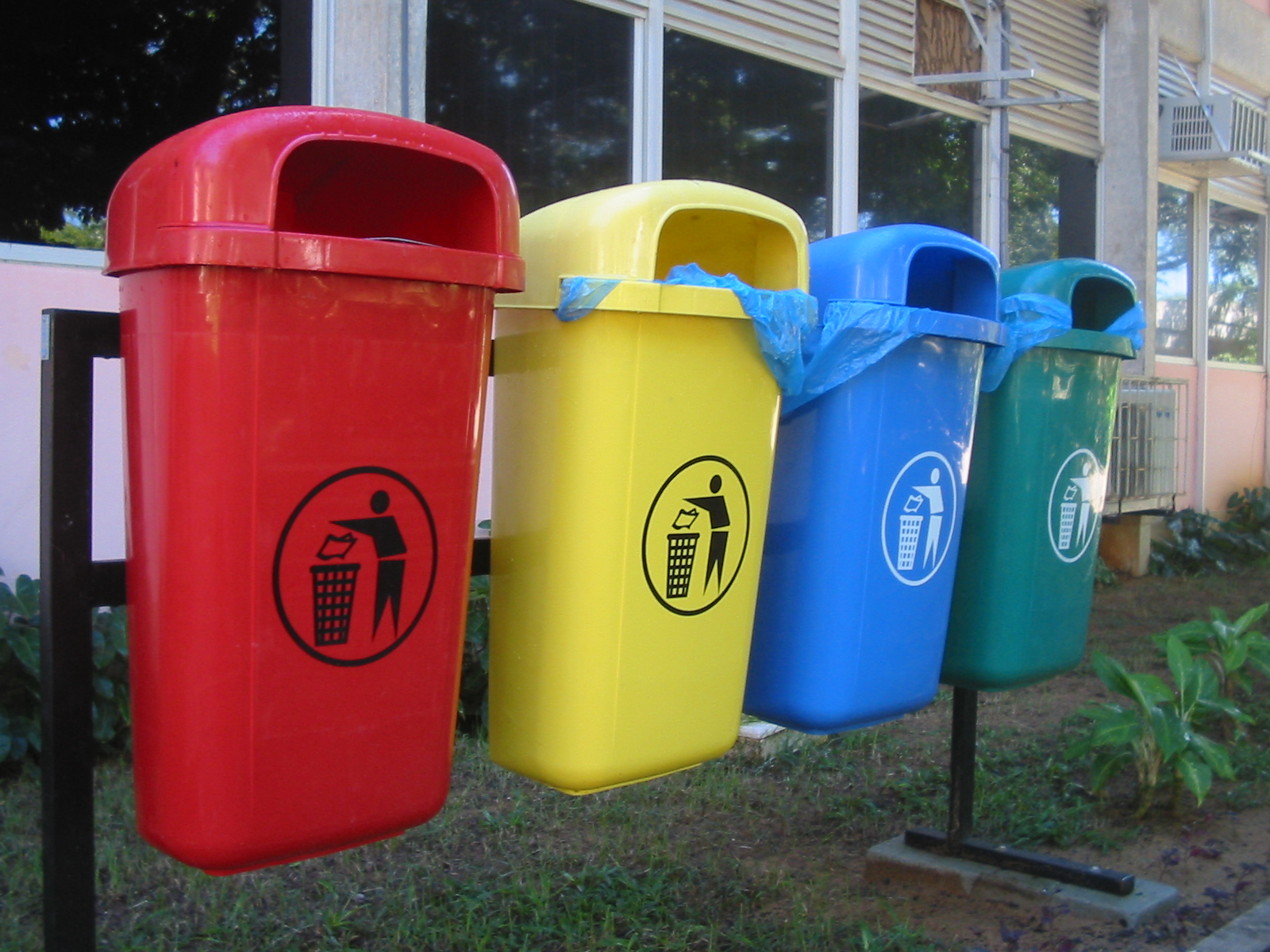
Al Brasil
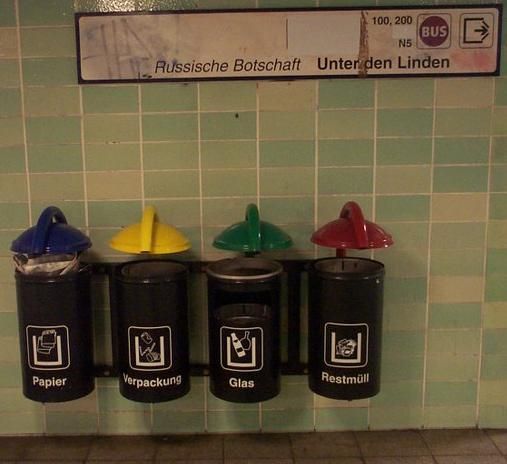
A Alemanya (Berlín)
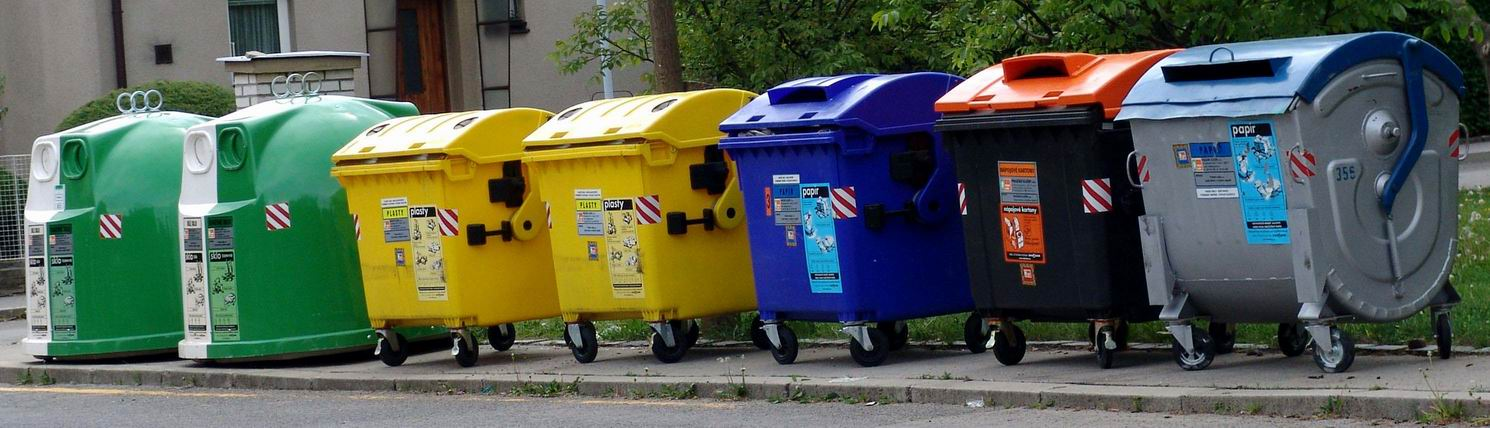
A la República Txeca (Praga)
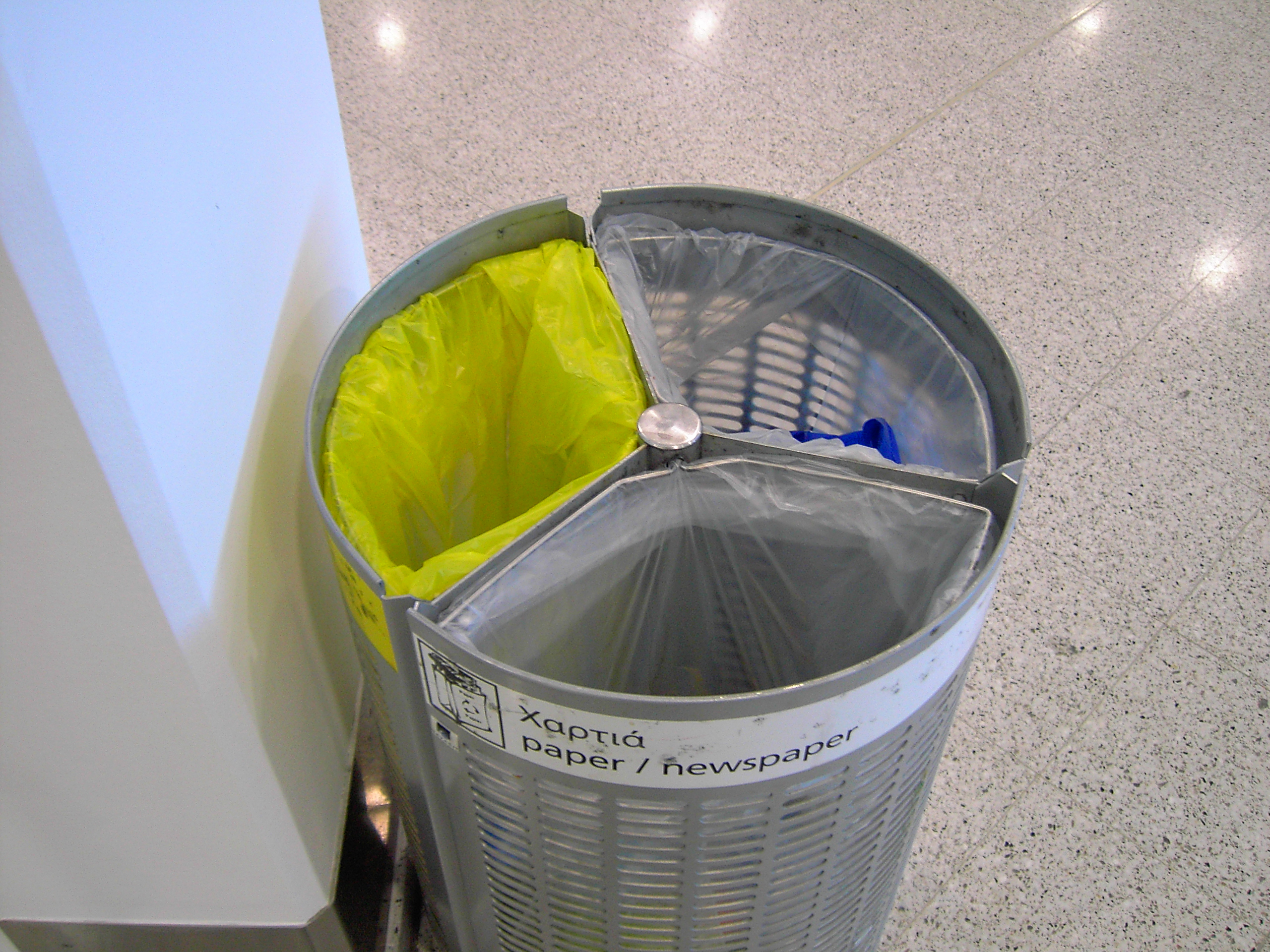
Contenidor públic adaptat a la tria selectiva a Atenes
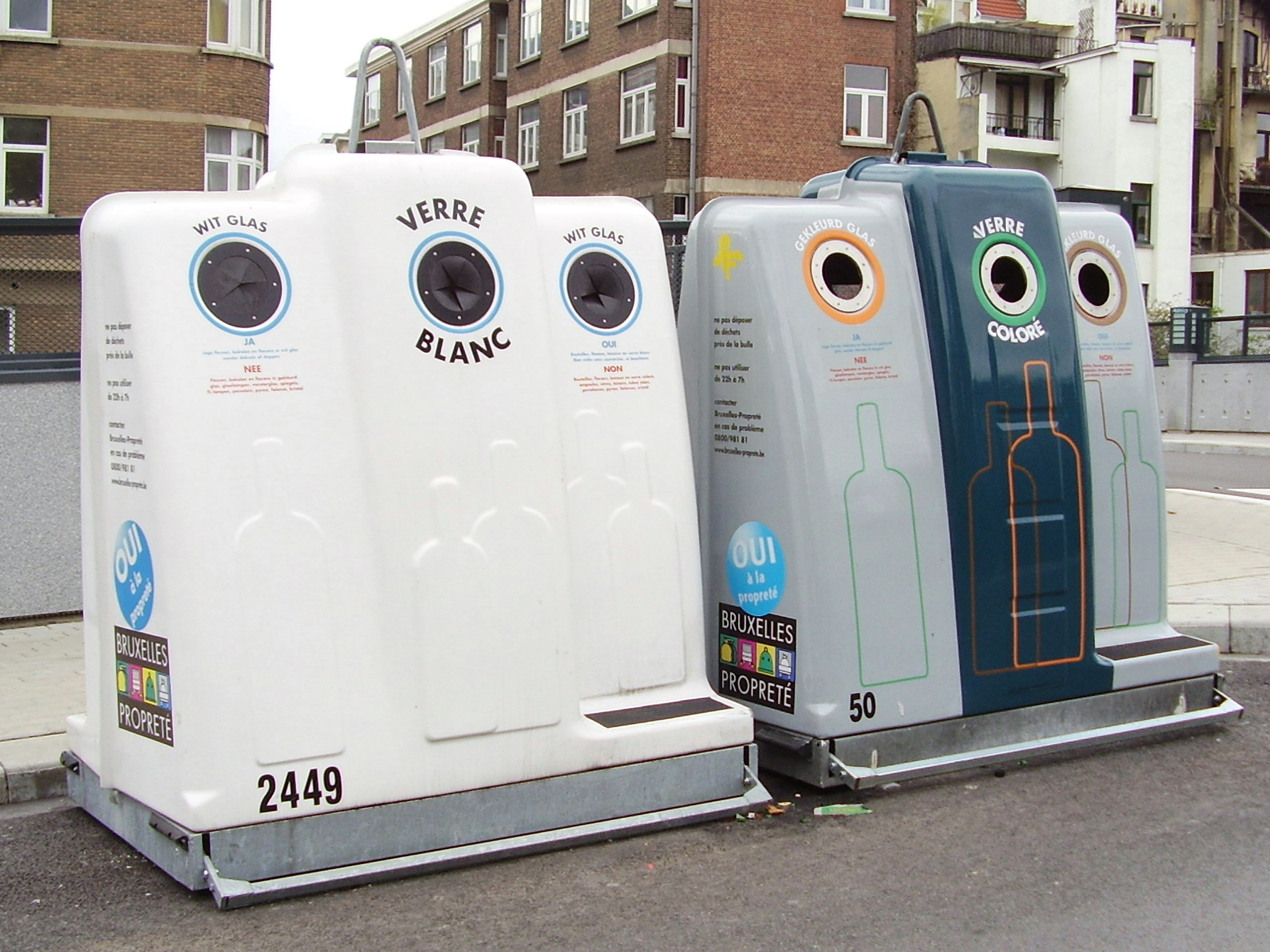
Contenidors per a la tria selectiva de vidre a Bèlgica (Brussel·les)